# San Miguel (Arizona)
San Miguel es un lugar designado por el censo ubicado en el condado de Pima en el estado estadounidense de Arizona. En el Censo de 2010 tenía una población de 197 habitantes y una densidad poblacional de 13,46 personas por km².

## Geografía
San Miguel se encuentra ubicado en las coordenadas 31°37′46″N 111°46′49″O / 31.62944, -111.78028. Según la Oficina del Censo de los Estados Unidos, San Miguel tiene una superficie total de 14.64 km², de la cual 14.64 km² corresponden a tierra firme y (0%) 0 km² es agua.

## Demografía
Según el censo de 2010, había 197 personas residiendo en San Miguel. La densidad de población era de 13,46 hab./km². De los 197 habitantes, San Miguel estaba compuesto por el 0% blancos, el 0% eran afroamericanos, el 97.46% eran amerindios, el 0% eran asiáticos, el 0% eran isleños del Pacífico, el 1.02% eran de otras razas y el 1.52% pertenecían a dos o más razas. Del total de la población el 5.08% eran hispanos o latinos de cualquier raza.